# Stanisław Marszałek
Stanisław Wiktor Marszałek (ur. 20 kwietnia 1899 w Żywcu, zm. między 7 a 9 kwietnia 1940 w Katyniu) – kapitan artylerii Wojska Polskiego, kawaler Krzyża Walecznych, ofiara zbrodni katyńskiej.

## Życiorys
Był synem Józefa i Franciszki z Herców. Absolwent Szkoły Kadeckiej w Krakowie (1917). Uczestnik I wojny światowej i wojny 1918–1921. Służył jako oficer wywiadowczy w 1 pułku artylerii ciężkiej.    
1 października 1924 będąc podporucznikiem 2 pułku artylerii ciężkiej został awansowany do stopnia porucznika artylerii ze starszeństwem z dniem 1 sierpnia 1924 i 1 lokatą. Pełnił funkcję oficera prowiantowego. 1 stycznia 1933 został awansowany do stopnia kapitana artylerii, ze starszeństwem z dniem awansu i 32 lokatą. W marcu 1939 pełnił funkcję oficera administracyjno-materiałowego w 2 pułku artylerii ciężkiej.    
Podczas kampanii wrześniowej, po agresji ZSRR na Polskę, w nieznanych okolicznościach wzięty do niewoli sowieckiej. Według stanu z kwietnia 1940 był jeńcem obozu kozielskiego. Między 7 a 9 kwietnia 1940 przekazany do dyspozycji naczelnika smoleńskiego obwodu NKWD – lista wywózkowa 014 poz. 81 nr akt 3317, z 4 kwietnia 1940. Został zamordowany między 9 a 11 kwietnia 1940 przez NKWD w lesie katyńskim. Zidentyfikowany podczas ekshumacji prowadzonej przez Niemców w 1943, wpis w dzienniku ekshumacji z dnia 11.05.1943, nr 1664. Figuruje liście AM-211-1664 i Komisji Technicznej PCK: GARF-58-01664. Na obu listach podane jest tylko imię Stanisław. Przy szczątkach Marszałka znaleziono legitymację MSWojsk.z dobrym zdjęciem, legitymację odznaki 2 pac, różaniec. Znajduje się na liście ofiar (pod nr 01648) opublikowanej w Gońcu Krakowskim nr 124, Nowym Kurierze Warszawskim nr 129 z 1943. Krewni do 2010 poszukiwali informacji przez Biuro Informacji i Badań Polskiego Czerwonego Krzyża w Warszawie. W archiwum IPN znajduje się wspomnienie córki o Stanisławie Marszałku. 
5 października 2007 minister obrony narodowej Aleksander Szczygło mianował go pośmiertnie na stopień majora. Awans został ogłoszony 9 listopada 2007 w Warszawie, w trakcie uroczystości „Katyń Pamiętamy – Uczcijmy Pamięć Bohaterów”.

### Życie prywatne
Był żonaty z Elżbietą z Mazurków (ur. 1904), miał trójkę dzieci.

## Ordery i odznaczenia
- Krzyż Walecznych[14]
- Srebrny Krzyż Zasługi (10 listopada 1928)[15][16]
- Krzyż Kampanii Wrześniowej – pośmiertnie 1 stycznia 1986[17]
- Odznaka Pamiątkowa 2 pułku artylerii ciężkiej
- Medal 10 Rocznicy Wojny Niepodległościowej (Łotwa, 1929)[18]